# Yu Mengyu
Pour les articles homonymes, voir Yu.
Dans ce nom singapourien, le nom de famille, Yu, précède le nom personnel Mengyu.
Yu Mengyu, née le 18 août 1989 dans la province du Liaoning, est une pongiste singapourienne. À moins de 20 ans, elle a remporté l'Open d'Inde ITTF 2009 (Pro-tour) en simple féminin à Indore, en Inde.
N°27 mondiale en juin 2012, elle signe à la surprise générale dans le club picard du TT Saint-Quentin, récent 3e de la saison 2011-2012. Elle atteint la place de N°10 mondiale en 2014.
Elle est nommée porte-drapeau de la délégation singapourienne, conjointement avec le joueur de badminton Loh Kean Yew, aux Jeux olympiques d'été de 2020 à Tokyo.